# 林業架線作業主任者
林業架線作業主任者とは、労働安全衛生法に定められた作業主任者（国家資格）の一つであり、林業架線作業主任者免許を受けた者の中から事業者により選任される。

## 概要
- 労働安全衛生法に定める森林で栽培した原木を、木材加工場まで運び出す際に使用する機械集材装置や運材用空中ケーブルなどの設備の組立て・解体・変更・修理および運転などに携わるため、事業者は林業架線作業主任者を選任することとしている。

## 免許交付要件
免許を受けるには、試験合格のほかに免許交付要件を満たす必要がある。
- 林業架線作業の業務に3年以上従事した経験を有する者

なお、この要件は2012年（平成24年）3月31日までは免許試験受験時の受験資格要件として定められていたものであるが、法改正により、2012年（平成24年）4月1日以降は免許交付時の免許交付要件の一つに改められている。

## 免許試験

### 受験申込・免許申請
- 受験の申込みは各地の安全衛生技術センター（厚生労働大臣指定試験機関である財団法人安全衛生技術試験協会の下部組織）に対して行う。
- 試験合格者は、実務経験等を証する書類の添付のうえ、東京労働局長に免許申請することで、労働安全衛生法による免許証の交付を受けることができる。

### 試験科目
1. 機械集材装置及び運材索道に関する知識（100点）
2. 林業架線作業に関する知識（100点）
3. 関係法令（100点）
4. 林業架線作業に必要な力学に関する知識（100点）

### 受験資格
規定なし。誰でも受験できる。2012年（平成24年）3月31日まで免許試験受験時の受験資格要件として定められていたものは、法改正により、2012年（平成24年）4月1日以降は先述のように免許交付要件に改められている。